# 韋爾比奇河
韋爾比奇河（烏克蘭語：Вербич），是烏克蘭的河流，位於該國西南部文尼察州，屬於索布河的左支流，流經海辛區，河道全長19公里，流域面積126平方公里。